# Spjutstorps kyrka
Spjutstorps kyrka är en kyrkobyggnad i Spjutstorp. Den tillhör Brösarp-Tranås församling i Lunds stift. Där den nuvarande kyrkan ligger fanns tidigare en stenkyrka från medeltiden. Kyrkan inhägnas av murverk och kallmur.

## Kyrkobyggnaden
Den nuvarande kyrkan invigdes första advent 1869. Den är byggd av gråsten och tegel och har ett torn samt en halvrund sakristia. Nya kyrkan byggdes utanför den gamla kyrkans murar. Gamla kyrkan revs när den nya var färdigställd.

## Inventarier
Pehr Hörberg har målat altartavlan som föreställer Kristi uppståndelse. Predikstolen tros har tillkommit samtidigt som altartavlan. Dopfunten är från 1200-talet. Tillhörande dopfat av driven mässing är från omkring 1700.
Kyrkan har vid ingången en offerstock som dateras till 1438, en likbår samtida med altartavlan och två leramplar från den gamla kyrkan. Kyrkan har två klockor, den större från år 1438 och den mindre från 1801.

### Orgel
- Den nuvarande orgeln flyttades hit 1968 från Ullstorps kyrka. Den var byggd 1956 av Bo Wedrup, Uppsala och är en mekanisk orgel. 1983 bytte A. Mårtenssons Orgelfabrik AB, Lund ut pedalens Sordun 16' mot Subbas 16'.

| Manual           | Pedal      | Koppel  |
| Gedakt 8'        | Subbas 16' | Man/Ped |
| Gemshorn 4'      |            |         |
| Principal 2'     |            |         |
| Larigot 1 1/3' D |            |         |
| Sifflöjt 1' B    |            |         |